# コーディチェ・フィスカーレ

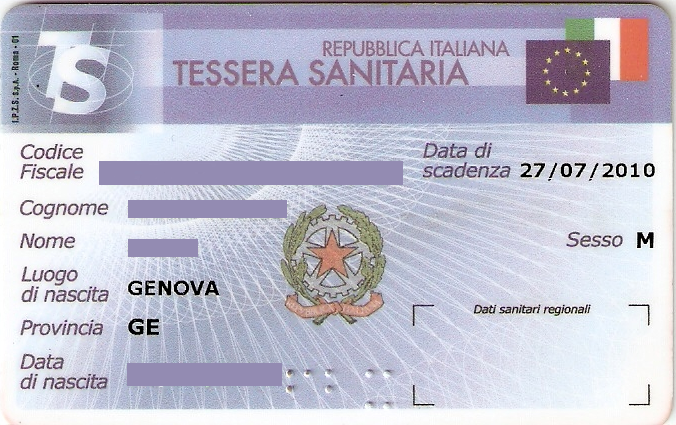
イタリアの公的健康保険証。codice fiscale記載欄がある。

コーディチェ・フィスカーレ（伊: codice fiscale）は、イタリアの個人納税者番号。納税番号ではあるが、税金のみにとどまらず、年金、郵便局において国際郵便を出荷する際（荷物が受け付けられる際）等、ありとあらゆる事柄に対して必要となる。
発行主体は税務当局。近年は従来の緑色の番号のみが記載されたプラスティックカードから、イタリアの健康保険証と合併したカードに変更となっている。
もともとはこの番号は納税者番号を意味し、イタリアに居住する納税者（非課税者を含む）に付与される番号である。
但し2000年頃からイタリアではそれまで企業が保有していた付加価値税登録番号とは別に、企業であってもこの納税者番号が配布されるようになった。 なお、企業用のこの納税者番号は少数の例外を除いて基本的には付加価値税登録番号と全く同じ番号であるのが一般的である。

## 採番ルール
ミラノ生まれの Matteo Moretti氏、1925/04/09出生（男性）であれば以下になる。
- Surname: MRT
- Name: MTT
- Birthdate and gender: 25D09
- Town of birth: F205
- Check character: Z
- Fiscal code: MRTMTT25D09F205Z

米国生まれのSamantha Miller氏、1982/07/25出生（女性）であれば以下となる。
- Surname: MLL
- Name: SNT
- Birthdate and gender: 82P65
- Municipality of birth: Z404
- Check character: U
- Fiscal code: MLLSNT82P65Z404U

以下のルールで採番される。
ラストネーム (3文字)
ファーストネーム (3文字)
誕生日と性別 (5文字)
出生年 (2文字): 1972年なら"72"
出生月 (1文字): 以下からアルファベット1文字
誕生日と性別（2文字）: 女性なら日付に40を加算する。31日生まれ女性なら"71"
出生地 (4文字)
チェックデジット（1文字）